# John Dunwoody
John Elliot Orr Dunwoody, CBE (* 3. Juni 1929 in London; † 26. Januar 2006 in Béziers) war ein britischer Labour-Politiker.

## Leben
Dunwoody, gelernter Chirurg, arbeitete von 1955 bis 1956 in Devon als Arzt am Newton Abbot Hospital und am Totnes District Hospital. Er wurde bei den Unterhauswahlen vom 31. März 1966 zum Abgeordneten des House of Commons gewählt und vertrat dort bis zu seiner Niederlage bei den Unterhauswahlen am 18. Juni 1970 den Wahlkreis für Falmouth and Camborne. Von 1969 bis 1970 war Dunwoody Parlamentarischer Unterstaatssekretär im Gesundheitsministerium in der Regierung von Premierminister Harold Wilson.
Dunwoody war Direktor von Action on Smoking and Health (ASH). 1986 bekam er den Titel Commander of the British Empire (CBE) verliehen. Er starb Zuhause in Béziers in Frankreich.
Dunwoodys ehemalige Ehefrau, Gwyneth Dunwoody, wurde 1966 ebenfalls Labour-Abgeordnete. Die gemeinsame Tochter, Tamsin Dunwoody, war ein Mitglied der walisischen Nationalversammlung.